# Noisy-le-Roi
Noisy-le-Roi  es una comuna francesa situada en el departamento de Yvelines, en la región de Isla de Francia.

## Demografía
| 1035 | 2564 | 5587 | 5572 | 8095 | 7718 | 7692 |
| Para los censos de 1962 a 1999 la población legal corresponde a la población sin duplicidades (Fuente: INSEE [Consultar]) |      |      |      |      |      |      |

## Hermanamientos
- Godella,[3] desde 2004